# Mamă purtătoare

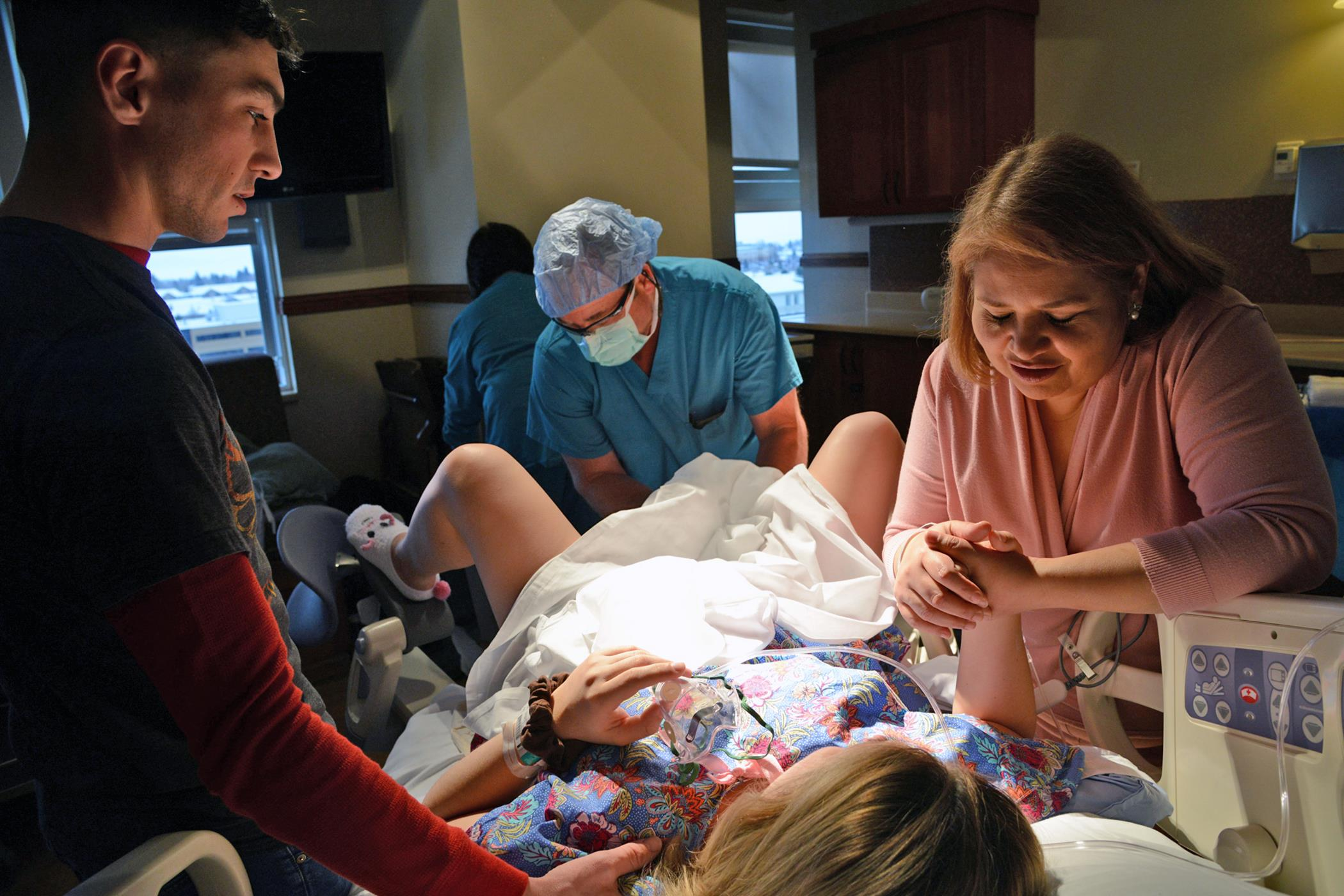
Părinții copilului participând la nașterea prin mamă surogat

O mamă purtătoare (de asemenea mamă-surogat, mamă de împrumut) este o femeie care acceptă în urma unui acord să rămână însărcinată cu obiectivul de a da naștere unui copil care va fi crescut de o altă familie sau persoană ca fiu propriu. Este o maternitate de substituție în baza unui contract sau înțelegeri de gestație. 
Embrionul, respectiv fătul, care este purtat în pântece de către mama purtătoare poate fi fiu biologic sau poate fi ovulul fertilizat în prealabil aparținând unei alte femei. În acest al doilea caz, mama purtătoare nu are nicio legătură genetică cu copilul pe care îl poartă.
În general, mamele purtătoare fac acest lucru în schimbul unei retribuții bănești. Există, însă, și mame purtătoare care fac acest lucru în mod altruist, mai ales când este vorba de fiice sau surori care nu pot duce o sarcină până la termen, care sunt infertile sau când acestea suferă de boli care asociate cu gestația le-ar putea pune viața în pericol. Mamele purtătoare care duc sarcinile în scop comercial primesc în medie sume cuprinse între 40.000 euro în SUA, 10.000 euro în Ucraina.

## Motive
Marea parte a celor ce apelează la aceste servicii sunt:
- femei infertile
- cupluri sau indivizi homosexuali
- femei care nu vor să treacă prin procesul de gestație sau travaliu
- femei cu boli incompatibile cu starea de graviditate

## Legislație
Legile diferă foarte mult de la o jurisdicție la alta. 

## India
Din 4 noiembrie 2015 maternitatea surogat este ilegala în India.

## Georgia
Surogat gestațional împreuna cu donare ovocite/spermă este legală în Georgia din anul 1992. În conformitate cu legislația în vigoare, un donator sau mamă surogat nu are drepturi părintești asupra copilului născut.

## Ucraina
Din 2004 maternitatea surogat în combinație cu  donarea de ovocite/spermă este legală în Ucraina. Potrivit legii un donator sau o mamă purtatoare nu are drepturi părintești asupra copilului născut.  Conform legislației ucrainene, parinți biologici sunt trecuți in acte civile ca părinți ai copilului născut de mama purtătoare.
Metoda de procrearea cu ajutorul mamei surogat, tratamentele FIV cu terț donator în Ucraina sunt absolut legale asupra întregului teritoriu și sunt reglementate prin următoarele acte legislative și normative: 
- Legea № 2398/VI din 01.07.2010 " Cu privirea la  înregistrare de stat  a actelor de stare civilă";
- "Cu privire la aprobarea regulamentului de punere în aplicare a tehnicilor de reproducere umana asistată medical".

În Ucraina  domeniu de reproducere umană este reglementat de "Codul Familiei al Ucrainei." În conformitate cu articolul 123 al Codului respectiv, în cazul  procreării umane cu ajutorul mamei surogat prin FIV cu ovocitele donate și materialul genetic al tatălui biologic (soț), cuplul căsătorit este declarat parinți ai copilului. În acest caz concomitent cu documentul, care confirmă nașterea unui copil de către mama surogat, se depune consimțământul ei legalizat la notar pentru înscrierea  in certificatul de naștere cuplului căsătorit ca parinții copilului.
În ceea ce privește donarea de ovocite, donatoare semnează consimțământul pentru donarea voluntară și faptul, că n-o să pretindă la materialul genetic donat. De fapt, ca și în toate celelalte tipuri de donare.
" Ordinul Ministerului Sănătății din Ucraina №787" pe 09.09.2013 descrie în detaliu aspectele non-juridice ale domeniului reproducerii umane asistate. Acestea includ indicații  pentru  maternitatea surogat și FIV cu ovocite donate, lista de investigații și teste medicale obligatorii, cerințele pentru mama surogat și donatoare de ovocite, reglementările, aspectele de confidențialitate ale acestor proceduri.
Clinica de reproducere umana asistată medical BioTexCom în Ucraina oferă programe de Surogat gestațional prin fertilizare in vitro cu ovocite proprii sau ovocite donate și FIV cu terț donator cetățeniilor străini. 

## Franța
În Franța, din 1994 orice document (alianță) semnat cu privire la mama purtatoare este ilegal și nu este reglamentat de lege (art 16-7 din Codul civil). Instanța judecătorească a decis, că în cazul în care un cuplu va încheia un acord sau un contract cu o altă persoană, care ar trebui să dea naștere copilului soțului a cuplului infertil nu li se va permite să adopte acest copil. Instanța judecătorească a decis, că acordul este ilegal în temeiul articolelor 6, 353 și 1128 din Codul civil.